# Kreis Hoya
| Basisdaten                                    | Basisdaten          |
| --------------------------------------------- | ------------------- |
| Preußische Provinz                            | Hannover            |
| Regierungsbezirk                              | Hannover            |
| Verwaltungssitz                               | Hoya                |
| Fläche                                        | 474 km² (1925)      |
| Einwohner                                     | 28.276 (1925)       |
| Bevölkerungsdichte                            | 60 Einw./km² (1925) |
| Gemeinden                                     | 53 (1932)           |
| Lage des Kreises Hoya in der Provinz Hannover |                     |
|                                               |                     |

Der Kreis Hoya war von 1885 bis 1932 ein Landkreis in der preußischen Provinz Hannover. Der Kreissitz war in Hoya.

## Geschichte
Der Kreis Hoya wurde 1885 aus dem Amt Hoya und einem Teil des Amtes Bruchhausen gebildet. Bei der Kreisreform von 1932 wurde der größte Teil des Kreises Hoya mit dem benachbarten Kreis Syke zum neuen Landkreis Grafschaft Hoya zusammengefasst. Die Gemeinde Oiste wechselte in den Landkreis Verden und die Gemeinden Anderten sowie Haßbergen in den Landkreis Nienburg/Weser.

## Landräte
- 1885–1895 Leopold Meyer
- 1895–1903 Paul Steiner
- 1903–1908 Paul Ikier (1867–1926)
- 1908–1927 Heinrich Denicke
- 1927–1932 Edmund Strutz (1892–1964)

## Einwohnerentwicklung
| Einwohner  | 1890   | 1900   | 1910   | 1925   |
| ---------- | ------ | ------ | ------ | ------ |
| Kreis Hoya | 25.599 | 26.355 | 27.360 | 28.276 |

## Städte und Gemeinden
Die folgende Tabelle enthält die Gemeinden des Kreises Hoya mit ihrer Einwohnerzahl von 1910:
| Gemeinde        | Einw. | Gemeinde     | Einw. | Gemeinde     | Einw. | Gemeinde       | Einw. | Gemeinde    | Einw. | Gemeinde             | Einw. |
| --------------- | ----- | ------------ | ----- | ------------ | ----- | -------------- | ----- | ----------- | ----- | -------------------- | ----- |
| Altenbücken     | 262   | Anderten     | 279   | Asendorf     | 636   | Berxen         | 333   | Brebber     | 369   | Bruchhausen, Flecken | 1.215 |
| Bücken, Flecken | 848   | Dedendorf    | 268   | Dönhausen    | 308   | Duddenhausen   | 311   | Eitzendorf  | 654   | Engeln               | 304   |
| Essen           | 168   | Eystrup      | 877   | Gandesbergen | 238   | Graue          | 459   | Haendorf    | 376   | Hämelhausen          | 155   |
| Haßbergen       | 563   | Hassel       | 803   | Heesen       | 283   | Heiligenberg   | 67    | Helzendorf  | 216   | Hilgermissen         | 178   |
| Hohenholz       | 136   | Hohenmoor    | 434   | Holtrup      | 187   | Homfeld        | 406   | Hoya, Stadt | 2.165 | Hoyerhagen           | 779   |
| Hustedt         | 270   | Kalle        | 221   | Kampsheide   | 436   | Kleinenborstel | 517   | Kuhlenkamp  | 204   | Loge                 | 95    |
| Magelsen        | 542   | Mahlen       | 110   | Martfeld     | 1.270 | Mehringen      | 264   | Nordholz    | 232   | Ochtmannien          | 324   |
| Oiste           | 270   | Ördinghausen | 419   | Scholen      | 513   | Schwarme       | 1.665 | Schweringen | 714   | Stendern             | 68    |
| Süstedt         | 592   | Tuschendorf  | 161   | Ubbendorf    | 111   | Uenzen         | 706   | Uepsen      | 156   | Vilsen               | 971   |
| Warpe           | 263   | Wechold      | 720   | Weseloh      | 229   | Wienbergen     | 347   | Windhorst   | 240   | Wöpse                | 453   |

Bruchhausen und  Vilsen wurden 1929 zum Flecken Bruchhausen-Vilsen zusammengeschlossen. Außerdem wurden 1928/29 mehrere Kleingemeinden in andere Gemeinden eingegliedert:
- Doenhausen kam zu Eystrup.
- Hohenholz kam zu Hämelhausen.
- Kampsheide kam zu Asendorf.
- Loge und Tuschendorf kamen zu Martfeld.
- Stendern kam zu Altenbücken.